# Кайседо, Ромарио
Ромарио Хавьер Кайседо Анте (исп. Romario Javier Caicedo Ante; род. 23 мая 1990, Элой-Альфаро, Эсмеральдас) — эквадорский футболист, полузащитник клуба «Эмелек» и сборной Эквадора.

## Клубная карьера
Кайседо начал профессиональную в клубе «Ольмедо». 27 ноября 2010 года в матче против ЭСПОЛИ он дебютировал в эквадорской Примере. 21 октября 2012 года в поединке против «Эмелека» Ромарио забил свой первый гол за «Ольмедо». В начале 2916 года Кайседо перешёл в «Фуэрса Амарилья». 13 февраля в матче против «Универсидад Католика» он дебютировал за новую команду. 13 мая в поединке против «Индепендьенте дель Валье» Ромарио забил свой первый гол за «Фуэрса Амарилья». 
В начале 2017 года Кайседо перешёл в «Эмелек». 5 февраля в матче против «Гуаякиль Сити» он дебютировал за новый клуб. 12 февраля в поединке против ЛДУ Кито Ромарио забил свой первый гол за «Эмелек». В своём дебютном сезоне он помог клубу выиграть чемпионат. 25 июля 2019 года в матче Кубка Либертадорес против бразильского «Фламенго» он забил гол. 

## Международная карьера
27 июля 2017 года в товарищеском матче против сборной Тринидада и Тобаго Кайседо дебютировал за сборную Эквадора. 

## Достижения
Клубные
 «Эмелек»
- Победитель эквадорской Примеры — 2017